# Henry Fox-Strangways, III conte di Ilchester
Henry Stephen Fox-Strangways, III conte di Ilchester (21 febbraio 1787 – Melbury House, 8 gennaio 1858), è stato un nobile e politico inglese.

## Biografia
Era il figlio maggiore di Henry Fox-Strangways, II conte di Ilchester, e della sua prima moglie, Mary Theresa O'Grady, figlia di Standish O'Grady. Fu educato al Christ Church, Oxford.

## Carriera
Lord Ilchester succedette a suo padre come conte di Ilchester nel 1802. Il 15 aprile 1808 fu nominato capitano nel Dorsetshire Yeomanry. Il reggimento fu sciolto nel 1814. Fu nominato maggiore l'8 dicembre 1830 quando fu riformato.
Il 5 agosto 1835 è stato nominato Captain of the Yeomen of the Guard nella amministrazione Whig di Lord Melbourne. Fu nominato consigliere privato il 12 luglio 1837. Ilchester fu sostituito come Captain of the Yeomen of the Guard il 5 luglio 1841, poco prima della caduta del governo. Fu anche nominato Lord luogotenente del Somerset il 19 aprile 1837, ma si dimise dalla carica nel maggio 1839.
Il 6 giugno 1840 fu promosso tenente colonnello nella Yeomanry. Fu nominato tenente colonnello comandante del Dorsetshire Yeomanry il 12 febbraio 1846, dimettendo il comando nel luglio 1856.

## Matrimonio
Sposò, il 16 giugno 1812, Caroline Murray (?-8 gennaio 1819), figlia di Lord George Murray. Ebbero quattro figli:
- Lady Theresa Anna Maria Fox-Strangways (11 gennaio 1814-2 maggio 1874), sposò Edward Digby, IX barone Digby, ebbero sette figli;
- Henry Thomas Leopold Fox-Strangways, Lord Stavordale (7 gennaio 1816-11 agosto 1837)[7];
- Stephen Fox-Strangways , Lord Stavordale (21 marzo 1817-25 maggio 1848)[8];
- Caroline Margaret Fox-Strangways (9 gennaio 1819-26 giugno 1895), sposò Sir Edward Kerrison, non ebbero figli.

## Morte
Lord Ilchester morì a Melbury House l'8 gennaio 1858, all'età di 70 anni. Entrambi i suoi figli morirono prima di lui e gli successe il suo fratellastro William Fox-Strangways.